# Martin Cauchon
Pour les articles homonymes, voir Cauchon.
Martin Cauchon est un homme politique, avocat et homme d'affaires canadien, né le 23 août 1962 à La Malbaie (Québec).

## Biographie

### Jeunesse
Martin Cauchon a grandi à La Malbaie dans le comté de Charlevoix. Il a complété ses études collégiales au Campus Notre-Dame-de-Foy à Cap-Rouge avant d'obtenir une licence de droit civil de l'Université d'Ottawa et une maîtrise en droit international des affaires de l'Université d'Exeter, en Angleterre. Alors qu'il était étudiant, il a travaillé à titre de majordome à la résidence d'été de Paul Desmarais, pdg de Power Corporation du Canada. Il y noua des liens d'amitié qui perdurent encore aujourd'hui. Il est marié à l'avocate Dorine Perron avec qui il a eu trois enfants : Charles, François et Catherine. 

### Carrière d'avocat
Membre du Barreau du Québec depuis 1985, Martin Cauchon entame une carrière d'avocat avant de se lancer en politique. En 2004, il interrompt sa carrière politique pour retourner à la pratique du droit. Recruté par le cabinet Gowlings, il est chargé de développer leur activité sur le marché chinois. En 2012, il rejoint le cabinet Heenan Blaikie lequel cesse ses activités en 2014. Martin Cauchon se joint alors au cabinet international DS Avocats pour agir à titre de conseil sur la Chine. Considérant ses nombreuses expériences et son expertise, il siège au sein de plusieurs conseils d'administration.

### Carrière politique
Martin Cauchon se présente pour la première fois à l'élection fédérale canadienne de 1988, ìl est alors défait par le premier ministre Brian Mulroney dans Charlevoix. En 1993, alors qu'il préside l'aile québécoise du Parti libéral du Canada, il est élu député pour la première fois dans la circonscription d'Outremont, au Québec. Il a subséquemment occupé divers postes importants au sein du gouvernement fédéral, notamment à titre de secrétaire d'État (agence de développement économique du Canada pour les régions du Québec, janvier 1996 - janvier 2002), ministre du Revenu national (août 1999 - janvier 2002), et ministre de la Justice, procureur général du Canada et ministre responsable du Québec (janvier 2002 - décembre 2003). 
En 2006, Cauchon appuie Bob Rae dans le cadre de la course au leadership du Parti libéral du Canada. Il se présente lui-même en 2013 et est notamment opposé à Justin Trudeau, jugé grand favori,.
Lors de l'élection fédérale de 2011, il tente de reprendre la circonscription d'Outremont mais est défait par Thomas Mulcair du NPD.
Ayant été impliqué dans de nombreux dossiers, Il a laissé sa marque dans plusieurs organisations à commencer par l'Agence Développement économique Canada pour les régions du Québec. Son passage aura permis de renfoncer les sociétés d'aide au développement des collectivités. De plus, il aura créé un programme de développement économique axé sur les particularités de chacune des régions du Québec. Alors qu'il était ministre de Revenu national, Cauchon contribue à la réforme des douanes canadiennes en instaurant entre autres l'utilisation de la technologie pour une meilleure évaluation du risque et une meilleure gestion de la frontière avec les États-Unis. Néanmoins, Cauchon est surtout reconnu pour avoir piloté le projet de loi permettant le mariage entre conjoints de même sexe dont il est à l'origine. Il s'est battu pour le droit fondamental qu'est le droit à l'égalité.
D'ailleurs, pour souligner ses efforts, il reçoit en 2004 du Equality Forum le prix le plus prestigieux, l'International Role Model Award. Finalement, il a aussi déposé le projet de loi permettant des sentences alternatives en matière de cannabis. Ce dernier n'a jamais été adopté, mais il a été précurseur de la légalisation du cannabis au Canada.

### Groupe Capitales Médias
En mars 2015, via l'entreprise Groupe Capitales Médias dont il est l'unique actionnaire, M. Cauchon fait l'acquisition de plusieurs quotidiens régionaux du Québec. Il obtient donc le contrôle entrepreneurial des journaux Le Soleil de Québec, Le Quotidien de Saguenay, Le Nouvelliste de Trois-Rivières, Le Droit d'Ottawa, La Voix de l'Est de Granby, ainsi que La Tribune de Sherbrooke, tous vendus par le Groupe Gesca, une filiale de Power Corporation du Canada. En août 2019, devant des soucis financiers importants, il place son groupe sous la protection des créanciers et quitte de ce fait la présidence. Il est remplacé de façon intérimaire par Stéphane Lavallée alors que son lieutenant, Claude Gagnon, demeure en poste. Le gouvernement du Québec annonce alors un investissement de 5 millions de dollars pour les six médias. 
Par son intervention, Cauchon aura permis aux quotidiens régionaux de faire leur entrée dans l'univers numérique. Il aura également permis dans une période trouble pour les médias, de mener à terme une transition vers des coopératives détenues par les employés, contribuant ainsi à leur pérennité.

### Distinctions
Ayant été ministre au sein du gouvernement fédéral, Martin Cauchon est membre du Conseil privé de la Reine pour le Canada. Détenteur de nombreuses distinctions, en 2015, il reçoit le Mérite du Barreau du Québec ainsi que la distinction Avocat émérite.